# Barneville-la-Bertran
Barneville-la-Bertran (baʁ.nə.vil.la.bəʁ.tʁɑ̃ⓘ) es una población y comuna francesa, situada en la región de Baja Normandía, departamento de Calvados, en el distrito de Lisieux y cantón de Honfleur.

## Demografía
| 128 | 150 | 131 | 125 | 124 | 138 |
| Para los censos de 1962 a 1999 la población legal corresponde a la población sin duplicidades (Fuente: INSEE [Consultar]) |     |     |     |     |     |